# Глюкомер
Глюкомерът е портативно медицинско изделие за определяне на приблизителната концентрация на глюкоза в кръвта. Той е ключов елемент за следене на кръвната захар в домашни условия от хора със захарен диабет и хипогликемия. Една малка капка кръв, получена чрез убождане на кожата с ланцет, се поставя върху тест лента за еднократна употреба, която индикаторът отчита и използва за да изчисли нивото на глюкоза в кръвта. Индикаторът след това показва ниво в следните единици mg/dl или mmol/l.